# سولوتورک

تیم آکروجت سولوتورک (SoloTürk)، یک تیم آکروجت تک فروندی (یک هواپیما) متعلق به نیروی هوایی ترکیه و مستقر در پایگاه هوایی قونیه است. برنامه ریزی برای تیم در نوامبر ۲۰۰۹ آغاز شد و روند آموزش خلبانی در اوت ۲۰۱۰ با سه خلبان شروع شد. اولین پرواز نمایشی در سپتامبر ۲۰۱۰ در ارتش انجام شد و تیم اولین حضور عمومی خود را در ۱۵ آوریل ۲۰۱۱ انجام داد. از آن روز تا به امروز، سولوتورک در چندین نمایشگاه هوایی ملی و بین المللی شرکت کرده است، که اکثر مانورها در پروازهای نمایشی، ویژه این تیم است.
این تیم از یک هواپیمای جنرال داینامیک اف-۱۶ سی بلوک ۴۰ با رنگ آمیزی ویژه استفاده می کند که همیشه دارای آمادگی رزمی است. سولوتورک قبلا در پایگاه هوایی آکینجی فعالیت می کرد، اما در سال ۲۰۱۶ پس از کودتا به پایگاه هوایی قونیه نقل مکان کرد. این تیم در مجموع ۱۳ پرسنل شامل دو خلبان دارد و از یک فروند کاسا/آی‌پی‌تی‌ان سی‌ان-۲۳۵ برای حمل و نقل استفاده می کند. خلبانانی که می خواهند برای تیم پرواز کنند باید قبل از واجد شرایط بودن برای یک دوره آموزشی، معیارهای خاصی را رعایت کنند. سولوتورک جوایز متعددی را برای پروازهای نمایشی خود دریافت کرده است.

## جوایز
سولوتورک اولین جایزه خود را در ۱۸ ژوئیه ۲۰۱۱ در نمایشگاه هوایی ریات (RIAT) برای داشتن "بهترین پرواز نمایشی" در نمایشگاه هوایی دریافت کرد. در آگوست ۲۰۱۷، این تیم همان جایزه را در جشنواره بین المللی هوایی اسلواکی دریافت کرد، نمایشی که ۳۰۰.۰۰۰ نفر تماشاگر آن بودند. در نمایشگاه هوایی ریات (RIAT) سال ۲۰۱۸، تیم جایزه ای را برای داشتن "بهترین پرواز نمایشی جت انفرادی" در نمایشگاه هوایی دریافت کرد.

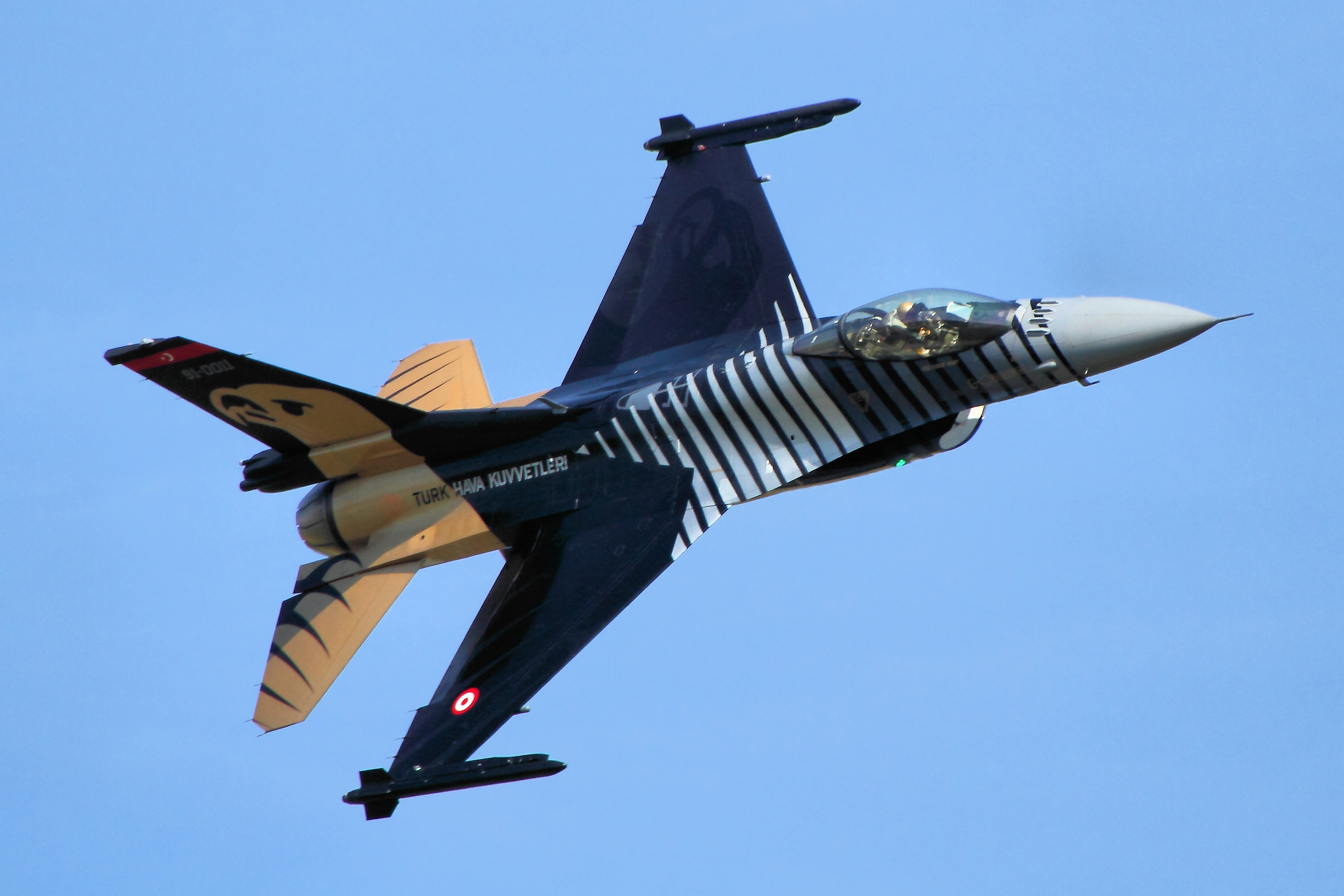
سولوتورک در سال 2014

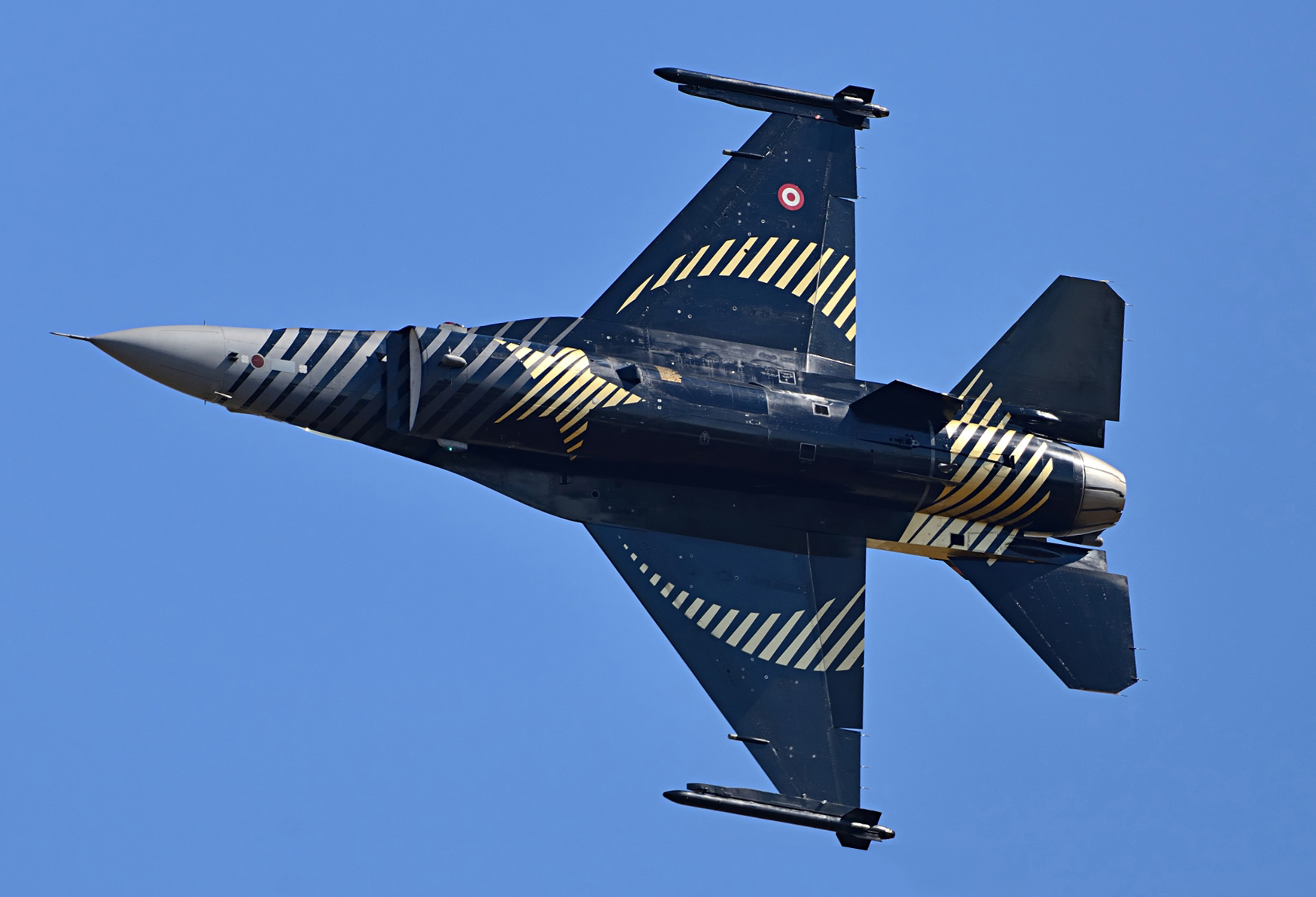
قسمت پایین سولوتورک با ستاره و هلال

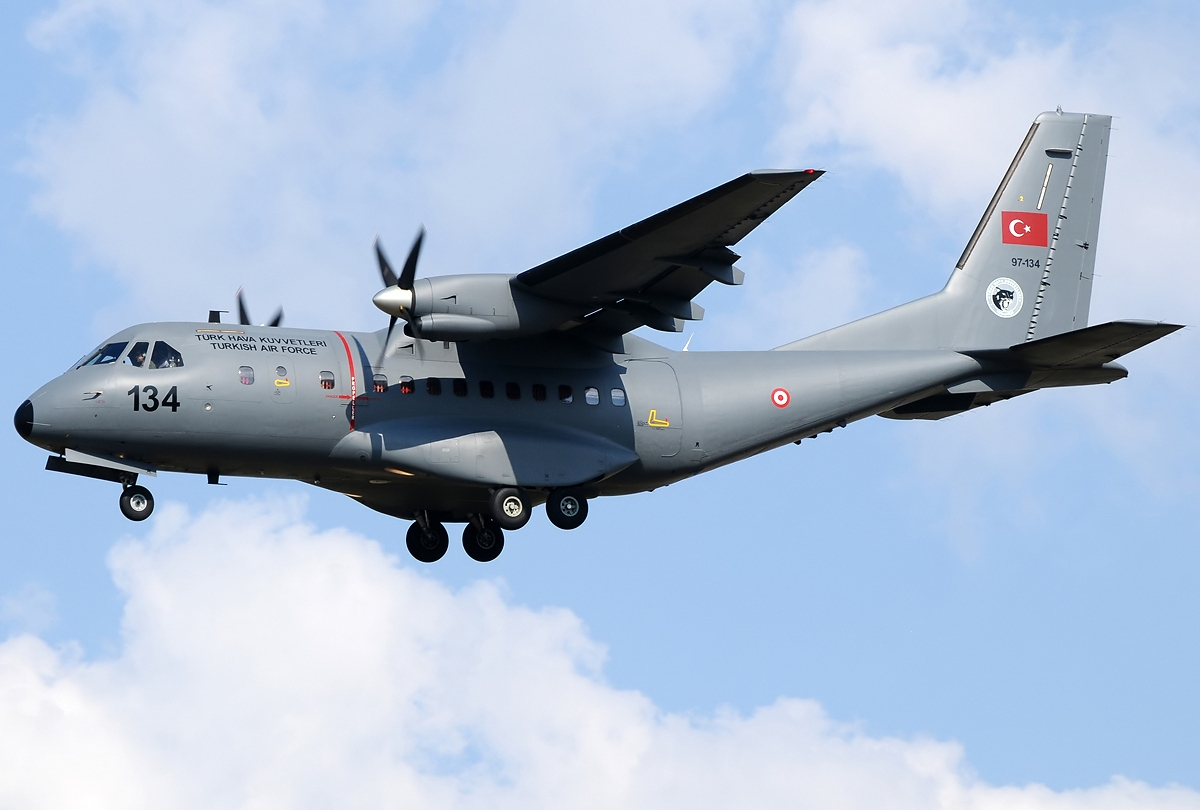
یک کاسا/آی‌پی‌تی‌ان سی‌ان-۲۳۵، که سولوتورک را پشتیبانی می کند